# Carolina Otero
Agustina del Carmen Otero Iglesias, mer känd som Carolina Otero eller La Belle Otero, född 1868, död 1965, var en spansk dansare, skådespelare och kurtisan. 
Hon hade en tid ett förhållande med Edvard VII av Storbritannien. 